# برادلي شيريدان
برادلي شيريدان (بالإنجليزية: Bradley Sheridan)‏ مواليد 19 فبراير 1980، هو لاعب كرة سلة أسترالي بدأ مسيرته الاحترافية في سنة 1999. يبلغ طوله 6 قدم 6 بوصة (2.0 م). اعتزل اللعب في 2009.